# Royal Statistical Society
La Royal Statistical Society, affiliata all'Istituto Internazionale di Statistica,
importante istituzione per la statistica britannica e mondiale,
è stata fondata nel 1834 come Statistical Society of London 
su proposta di Lambert-Adolphe-Jacques Quételet e nel 1887 diventa Royal Statistical Society.

## La società
Le 32 cariche elettive sono formate da: 1 presidente, 3 segretari onorari, 1 tesoriere onorario e 27 altri membri.

### Le sezioni
La Royal Statistical Society era formata da sei sezioni, cresciute poi a nove
- Business and Industrial
- Environmental Statistics
- General Applications, con due gruppi di studio
  - Government Statistical Service
  - Multivariate
- Medical
- Official Statistics
- Quality Improvement
- Research, per la teoria statistica, sviluppo e applicazione di metodi statistici
- Social Statistics, con particolare enfasi alle indagini demoscopiche (survey)
- Statistical Computing, sviluppo di software e hardware rilevante per la statistica

### I gruppi locali
Vi sono inoltre altri 23 "gruppi locali" semiautonomi che portano il nome del territorio, sia in Gran Bretagna che all'estero.

### L'affiliazione
Per diventare Fellow bisogna essere interessato ai metodi statistici e loro applicazioni utili ed etiche, avere almeno 21 anni ed essere stato proposto da almeno due altri fellow. Anche istituzioni e aziende possono diventare fellow.
La prima donna ed entrare nella RSS è stata Florence Nightingale nel 1858.

### Attività
L'attività prevalente della Società sono l'organizzazione di incontri (che si svolgono prevalentemente a Londra), conferenze, il giornale (fondato nel 1838) e la biblioteca (che esiste fin dagli inizi).

### Journal of the Royal Statistical Society
Il giornale "Journal of the Royal Statistical Society" è composto da
- "Serie A" (Statistics in Society), pubblicata 4 volte l'anno, dal 1838
- "Serie B" (Statistical Methodology), pubblicata 3 volte l'anno, dal 1934
- "Applied Statistics" (detta pure "Serie C"), pubblicata 3 volte l'anno, dal 1974
- "The Statistician" (detta pure "Serie D"), nata nel 1993 da The Incorporated Statistician (fondato nel 1950 dalla Association of Incorporated Statisticians diventata poi Institute of Statisticians)

Nel 2004 il giornale è stato ristrutturato, riunendo le serie A, C e D in un'unica pubblicazione ("Serie A") con maggiore frequenza di pubblicazione, lasciando sostanzialmente in variata la Serie B e creando una nuova rivista destinata a tutti gli statistici.

## I premi
La Royal Statistical Society assegna diversi premi.
Le Guy medals (dal nome di William A. Guy) hanno lo scopo di incoraggiare l'educazione statistica nei suoi aspetti scientifici e promuovere l'applicazione dei numeri per la soluzione di importanti problemi riguardanti tutti gli aspetti della vita. Vi sono tre premi 
- "Guy Medal in Gold" assegnata per la prima volta nel 1892, solitamente ogni tre anni, per contributi innovativi nella teoria o applicazione della statistica. Notevoli premiati sono stati George Udny Yule (1911), Ronald Fisher (1946), Austin Bradford Hill (1953), Egon Pearson (1955), Jerzy Neyman (1966), Maurice George Kendall (1968), David R. Cox (1973), John Nelder (2005), e altri.
- "Guy Medal in Silver", assegnata per la prima volta nel 1893 e poi solitamente annualmente a dei "fellow" per articoli pubblicati sul giornale o presentati nei meeting ordinari.
- "Guy Medal in Bronze", assegnata solitamente annualmente dal 1936 sia a "fellow" che non, con priorità a giovani sotto i 35 anni

La Chambers medal (dal nome di Paul Chambers, già presidente della RSS) viene assegnata a "fellow" ogni tre anni, per servizi resi alla RSS. Venne assegnata la prima volta nel 1977.
La Bradford Hill medal (in onore a Austin Bradford Hill, già presidente della RSS), viene assegnata ogni tre anni per contributi allo sviluppo, applicazione o spiegazione in ambito della statistica medica. Venne assegnata la prima volta nel 1994.
La Greenfield industrial medal viene bandita annualmente per contributi all'applicazione effettiva dei metodi statistici in ambito industriale, quali la gestione della qualità totale, gestione del personale e delle risorse, controlla della produzione, dei magazzini e previsioni delle vendite. Venne assegnata la prima volta nel 1991.
La West medal (in memoria di John Howard West, socio morto nel 1998) viene assegnata per contributi nell'ambito della statistica ufficiale o sociale. Venne assegnata la prima volta nel 2003.
La borsa di studio John Howard West, dotata di 1.500 Sterline, viene assegnata ogni due anni a giovani statistici
con progetti per lo sviluppo e lo scambio di "best practice" tra la Gran Bretagna e i Paesi in via di sviluppo. Il destinatario non dev'essere socio della RSS, ma il progetto deve essere collegato in modo chiaro con la RSS.
Il Research Price di circa 500 Sterline inglesi viene assegnato ogni due anni a ricercatori all'inizio della loro carriera. La prima volta è stato nel 1992.
La Royal Statistical Society onora fin dal 1965 i non statistici di tutto il mondo che hanno dato notevoli contributi alla scienza statistica assegnando loro il Honorary fellowship.
Il Campion fellowship (in memoria di Harry Campion) ha lo scopo di promuovere un singolo lavoro o progetto che darà un significativo contributo allo sviluppo, utilizzo o esposizione della statistica nell'ambito dell'economia o del benessere della popolazione. Ogni due anni vengono banditi 10.000 Sterline. Nel 2000 venne assegnato per la prima volta.

## Importanti soci e presidenti
Importanti fellow e presidenti sono stati:
- Robert Giffen, tra l'altro presidente dal 1882 al 1884
- George Udny Yule, tra l'altro presidente dal 1924 al 1926
- Josiah Stamp, tra l'altro presidente dal 1930 al 1932
- Arthur Lyon Bowley, presidente dal 1938 al 1940
- Austin Bradford Hill, presidente dal 1950 al 1952
- Ronald Fisher, presidente dal 1952 al 1954
- Egon Pearson, presidente dal 1955 al 1957
- Maurice George Kendall, presidente dal 1960 al 1962
- Maurice Stevenson Bartlett, presidente dal 1966 al 1967
- Frank Yates, presidente dal 1967 al 1968
- David R. Cox, presidente dal 1980 al 1982
- Peter Armitage, presidente dal 1982 al 1984